# Tricypha popayana
Tricypha popayana is een beervlinder uit de familie van de spinneruilen (Erebidae). De wetenschappelijke naam van de soort is voor het eerst geldig gepubliceerd in 1923 door Paul Dognin. De soort is genoemd naar de vindplaats, Popayán in Colombia.